# Moimenta (Cinfães)
Moimenta es una freguesia portuguesa del concelho de Cinfães, con 6,39 km² de superficie y 468 habitantes (2001). Su densidad de población es de 73,2 hab/km².